# Big Wata
Big Wata es un documental de Sierra Leona de 2018 sobre el primer y único club de surf del país. Fue dirigido por Gugi van der Velden y producido por Floris Loeff.

## Sinopsis
Un grupo de jóvenes pescadores en Sierra Leona han descubierto su nueva identidad a través del surf, pero los ancianos de la comunidad desaprueban lo que hacen. Ahora tienen que luchar contra todo pronóstico para hacer realidad sus sueños.

## Elenco
- Jahbez Bengaref[5]

- Mohamed Bangura